# Timoulilt
Timoulilt är en ort i Marocko.   Den ligger i provinsen Azilal och regionen Béni Mellal-Khénifra, 200 km söder om huvudstaden Rabat.